# Brandon-Est
Circonscription électorale provinciale du Canada
Brandon-Est (en anglais Brandon East) est une circonscription électorale provinciale du Manitoba (Canada).

## Liste des représentants provinciales
| Brandon-Est | Brandon-Est      | Brandon-Est | Brandon-Est | Brandon-Est | Brandon-Est |
| Nom         | Nom              | Parti       | Mandat      | Législature |             |
| ----------- | ---------------- | ----------- | ----------- | ----------- | ----------- |
|             | James Smart (en) | Libéral     | 1886 - 1888 | 6e          |             |

## Liste des députés
| Brandon-Est | Brandon-Est        | Brandon-Est               | Brandon-Est    | Brandon-Est | Brandon-Est |
| Nom         | Nom                | Parti                     | Mandat         | Législature |             |
| ----------- | ------------------ | ------------------------- | -------------- | ----------- | ----------- |
|             | Len Evans (en)     | Néo-démocrate             | 1969 - 1973    | 29e         |             |
|             | Len Evans (en)     | Néo-démocrate             | 1973 - 1977    | 30e         |             |
|             | Len Evans (en)     | Néo-démocrate             | 1977 - 1981    | 31e         |             |
|             | Len Evans (en)     | Néo-démocrate             | 1981 - 1986    | 32e         |             |
|             | Len Evans (en)     | Néo-démocrate             | 1986 - 1988    | 33e         |             |
|             | Len Evans (en)     | Néo-démocrate             | 1988 - 1990    | 34e         |             |
|             | Len Evans (en)     | Néo-démocrate             | 1990 - 1995    | 35e         |             |
|             | Len Evans (en)     | Néo-démocrate             | 1995 - 1999    | 36e         |             |
|             | Drew Caldwell (en) | Néo-démocrate             | 1999 - 2003    | 37e         |             |
|             | Drew Caldwell (en) | Néo-démocrate             | 2003 - 2007    | 38e         |             |
|             | Drew Caldwell (en) | Néo-démocrate             | 2007 - 2011    | 39e         |             |
|             | Drew Caldwell (en) | Néo-démocrate             | 2011 - 2016    | 40e         |             |
|             | Len Isleifson      | Progressiste-conservateur | 2016 - 2019    | 41e         |             |
|             | Len Isleifson      | Progressiste-conservateur | 2019 - 2023    | 42e         |             |
|             | Glen Simard (en)   | Néo-démocrate             | 2023 - présent | 43e         |             |